# Niehagen
Niehagen ist ein Ortsteil der Gemeinde Ahrenshoop auf der Halbinsel Fischland-Darß-Zingst in Mecklenburg-Vorpommern.
In der Nähe des Steilufers Althagen/Niehagen liegt der Bakelberg. Er ist mit 18 m ü. NHN die höchste Erhebung auf dem Fischland.
In Niehagen lebte und arbeitete der Bildhauer Gerhard Marcks in den 1930er Jahren (Boddenweg 1).

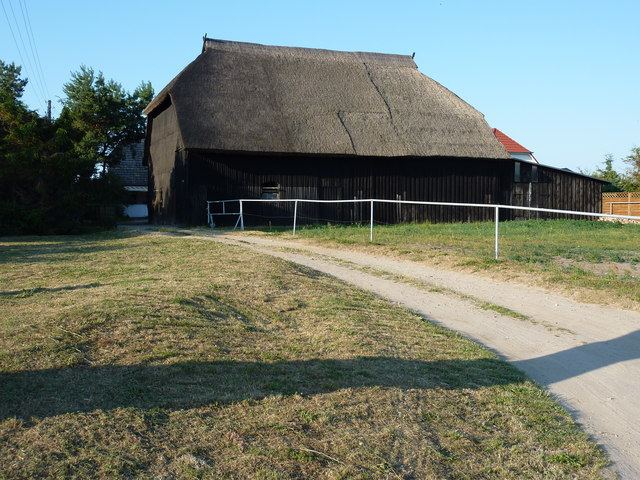
Hof bei Niehagen
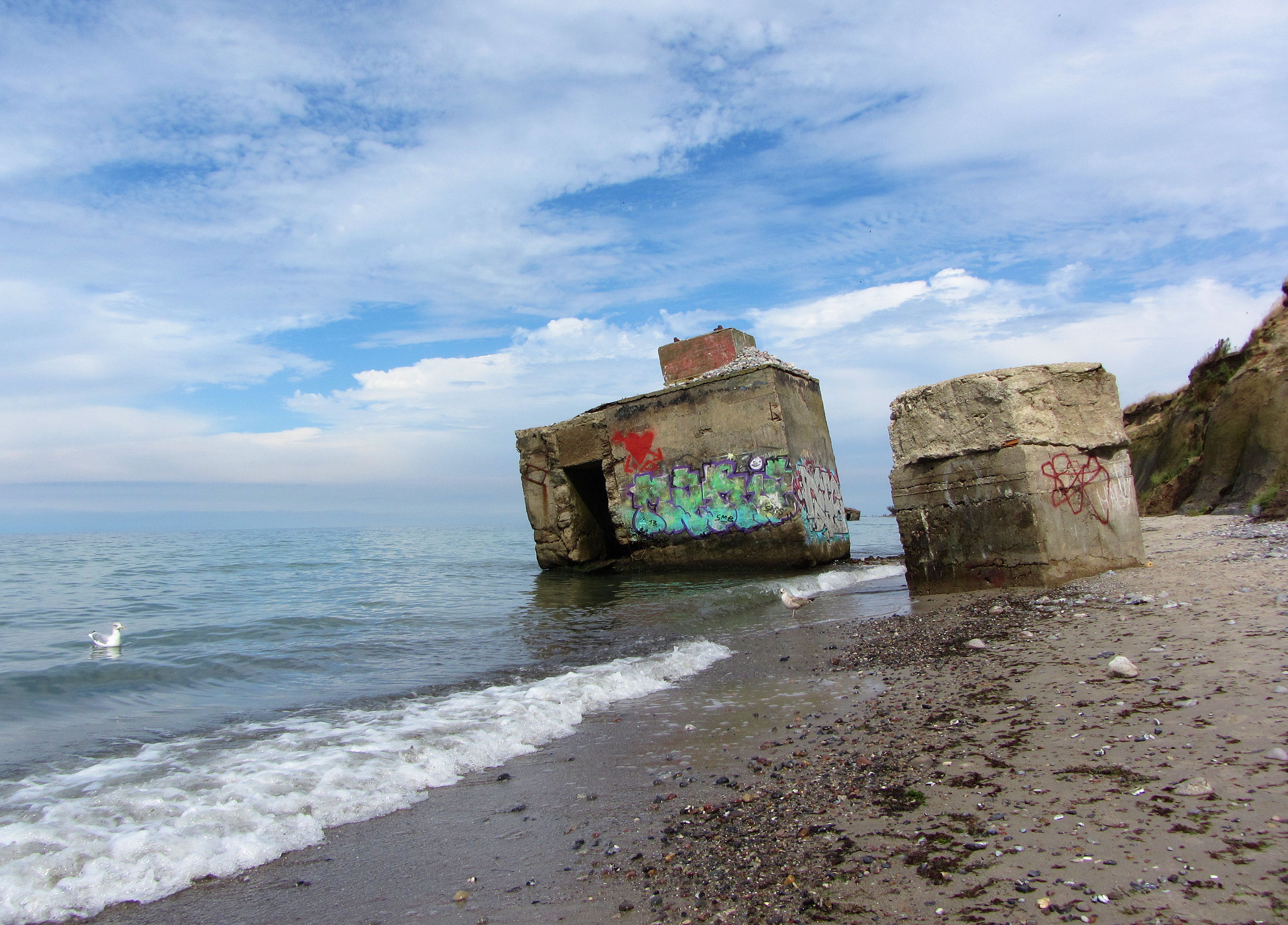
Durch Küstenerosion freigelegte Bunkeranlagen am Hohen Ufer bei Niehagen
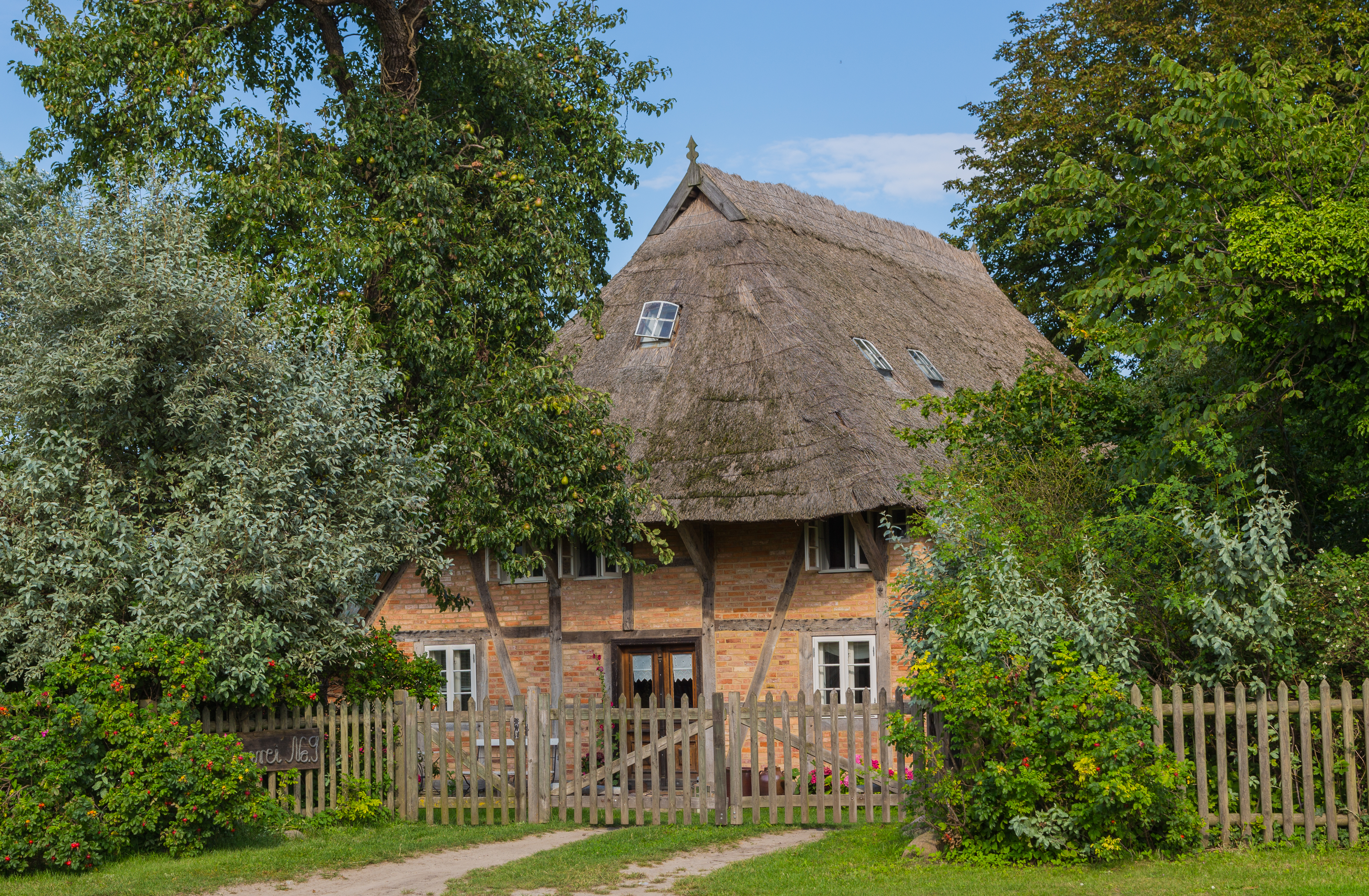
Denkmalgeschützte ehemalige Büdnerei an der Niehäger Straße